# تالای ساموآ
طلای ساموآ (به انگلیسی: Samoan tālā) (به زبان بومی: Samoa tālā) با کد ایزوی WST، یکای پول رایج در کشور ساموآ است. مسئولیت کنترل این یکای پول برعهدهٔ بانک مرکزی ساموآ قرار دارد.